# John Bulteel (1629-1669)
Pour les articles homonymes, voir John Bulteel (écrivain) et Bulteel.
John Bulteel (of Westminster), né le 1629 et mort le 7 septembre 1669, est un homme politique anglais.

## Biographie
John Bulteel est le deuxième fils de Peter Bulteel, un marchand de la ville de Londres, diacre de l'église française de Threadneedle Street et fils de Gilles Bulteel (Bulteau), un réfugié huguenot de Tournai. Sa mère, Hester Herbert, est la fille de Hugh Herbert of Norwich. Il est le cousin de l'écrivain John Bulteel et d'Hélène Fourment (dont la grand-mère est née Bulteau). En 1640, son père, Peter Bulteel est l'un des résidents les plus riches du quartier de Broad Street (en) dans la ville de Londres. Bien que né en Angleterre, Peter Bulteel se considère comme un marchand étranger, ce statut plus coûteux en matière de fiscalité le soustrait à la responsabilité civique et à l'engagement politique.
Entre 1658 et 1667, John Bulteel est secrétaire d'Edward Hyde, Lord grand chancelier du roi Charles II, deux ans avant la restauration de la monarchie.
Résidant dans la demeure de Clarendon, sa nomination et son élection au Parlement d'Angleterre en 1661 est probablement due à l'influence du gouvernement. Bulteel n'était pas d'une grande ambition politique, déclarant notamment que « le désir de sa vie » est de se retirer dans un petit cottage près de son ami, Sir Richard Fanshawe. Il est également un ami du diariste Samuel Pepys.
Il est mort le 7 décembre 1669 et est enterré dans l'église de St. Martin, Westminster.
Il est de la famille de James Bulteel (1676-1757) et de John Crocker Bulteel.

## Mandats et fonctions
- Secrétaire d'Edward Hyde, Lord grand chancelier : 1658-1667
- Membre du Parlement d'Angleterre : 1661-1669

## Sources
- Vivien Allen, The Bulteels: The Story of a Huguenot Family,  Phillimore & Co Ltd, Chichester, 2004
- Eveline Cruickshanks, Bulteel, John (d.1669), of Westminster, published in History of Parliament (en), House of Commons 1660-1690, ed. B.D. Henning, 1983